# Vlastimil Lejsek
Vlastimil Lejsek (21. července 1927 Brno – 12. března 2010 Brno) byl český klavírista a hudební skladatel.
Vystudoval hru na klavír na brněnské konzervatoři u Františka Schäfera, poté začal studovat na Hudební fakultě Akademie múzických umění v Praze u Františka Maxiána, ale po jednom roce se vrátil do Brna. V roce 1955 vystudoval hru na klavír na Hudební fakultě Janáčkovy akademie múzických umění v Brně u Jana Ermla.
Mimo sólová vystoupení hrál také v duu se svou manželkou Věrou. Roku 1978 založil Mezinárodní Schubertovu soutěž pro klavírní dua. Rovněž se věnoval pedagogické činnosti na Janáčkově akademii múzických umění v Brně. Zemřel po dlouhé nemoci ve věku 82 let.